# National Highway 29
National Highway 29 (NH 29) ist eine Hauptfernstraße im Bundesstaat Uttar Pradesh im Norden des Staates Indien mit einer Länge von 306 Kilometern. Sie beginnt in Varanasi und führt bis zur Grenze mit Nepal bei Sonauli. In Gorakhpur kreuzt der NH 29 den NH 28.